# Adavi
Adavi es una localidad del estado de Kogi, en Nigeria, con una población estimada en marzo de 2016 de 293 200 habitantes.
Se encuentra ubicada en el centro-sur del estado, cerca de la orilla del río Níger.